# 世界血友病日
世界血友病日（World Haemophilia Day）定於每年的4月17日。

## 緣起
為了紀念世界血友病聯盟發起人─加拿大籍的法蘭克·舒納波先生（Mr.Frank Schnabel）對於血友病患的貢獻，以及喚起大眾對於血友病的正確認知，自1989年起，特別訂定他的生日作為「世界血友病日」。每年到了這天，世界血友病聯盟都會舉辦活動，同時世界各地血友病患者，也共襄盛舉。

## 活動內容
世界血友病聯盟，每年都會提出一個活動的重點，請世界各地的病友們，一起來進行活動。2005年的活動主題為「讓大家用疫苗注射，來預防A型肝炎與B型肝炎」。